# Monumento a Daoiz y Velarde
Daoiz y Velarde es un impresionante grupo escultórico situado en la plaza de la Reina Victoria Eugenia, en la ciudad de Segovia, España. Es considerada la obra maestra de su autor, Aniceto Marinas y una de las más notables que produjo el arte español de su época.  
Se encuentra emplazado frente al Alcázar de Segovia, antigua sede del Real Colegio de Artillería, lugar en el que se formaron los capitanes Luis Daoiz y Pedro Velarde, dos destacados héroes del levantamiento del dos de mayo de 1808 en el parque de artillería de Monteleón, donde lideraron la sublevación inicial del pueblo de Madrid contra el destacamento francés dirigido por el general Lagrange.

## Simbolismo
La escultura de Daoiz y Velarde es mucho más que una simple obra de arte; se ha convertido en un potente símbolo de valor y sacrificio en la lucha por la libertad. Su emplazamiento, frente al lugar donde ambos capitanes se formaron como militares y artilleros, acentúa su significado histórico y su resonancia emocional para los visitantes y ciudadanos de Segovia.   
El Monumento a Daoiz y Velarde sigue siendo, más de un siglo después de su inauguración, un testamento duradero de la resistencia y el valor español frente a la adversidad.  

## Breve introducción histórica
La propuesta para la creación de un monumento que conmemorase a Daoiz y Velarde se originó durante las Cortes de Cádiz en 1812 donde se acepta la propuesta del director general de artillería y mariscal de campo, Don Fernando García Loygorri, aunque no fue hasta el siglo XX cuando el proyecto se materializó.  
La responsabilidad de crear la escultura recayó en Aniceto Marinas, un reconocido escultor segoviano, miembro de la Real Academia de Bellas Artes y que en aquel entonces se encontraba en la cumbre de su carrera. 
El acto de colocación de la primera piedra se produce, en mayo de 1908 y fue inaugurado el 15 de julio de 1910. La fundición de parte de los relieves se realizó en la “Hetaloplástica Campins y Codina”. Hornos que ocupaban desde la calle Cartagena a la de Albarracín. Emplazamiento actual en Paracuellos del Jarama.
El monumento se inauguró el 15 de julio de 1910, en una ceremonia que contó con la presencia de Alfonso XIII, rey de España, el presidente del Gobierno, José Canalejas, la infanta Isabel 'La Chata', y el propio Aniceto Marinas. El evento recibió una amplia cobertura mediática y se convirtió en un acontecimiento de relevancia nacional.

## Descripción iconográfica del monumento

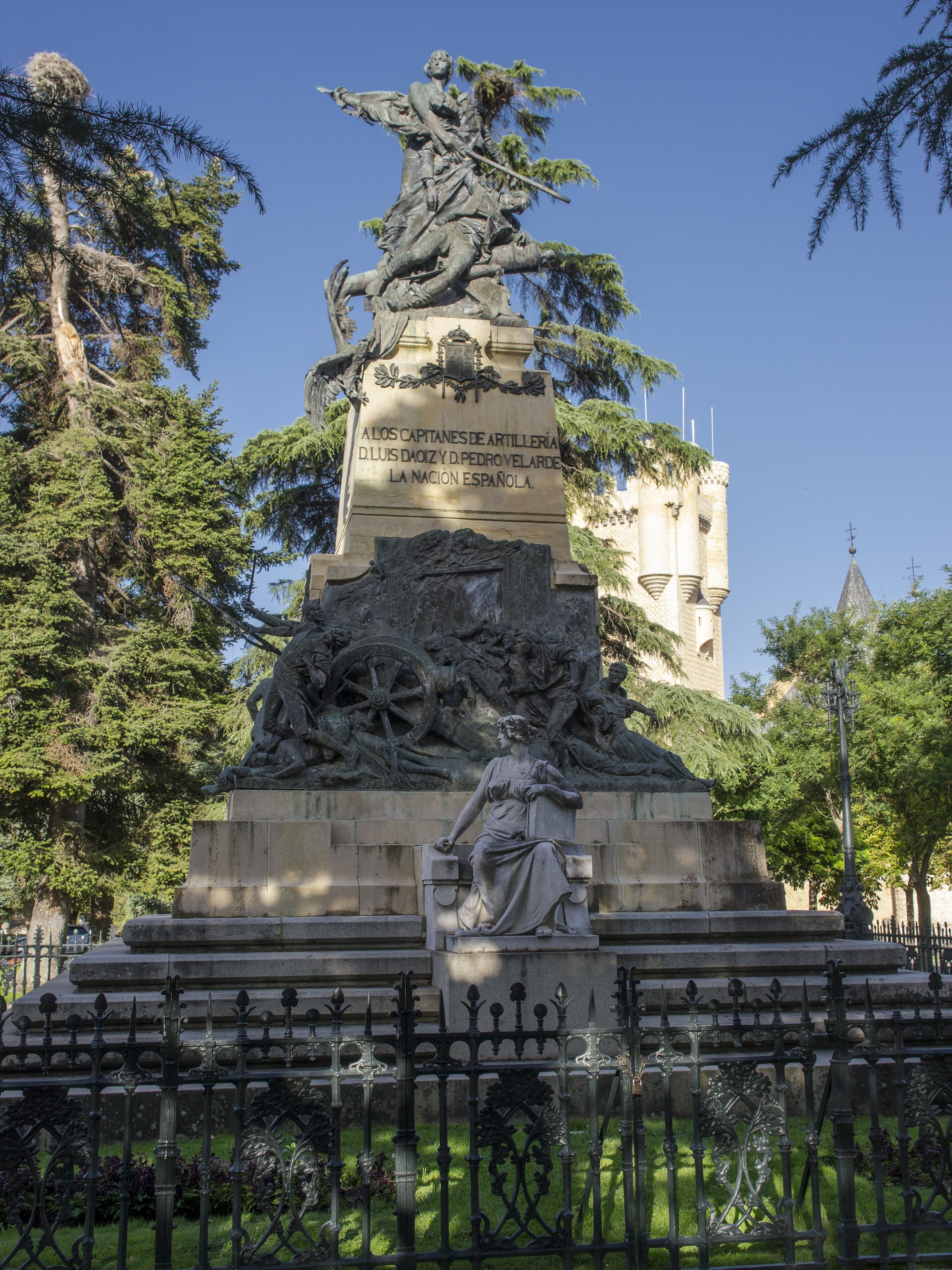
Se encuentra emplazado frente al Alcázar de Segovia, antigua sede del Real Colegio de Artillería, lugar en el que se formaron los capitanes Luis Daoiz y Pedro Velarde.

El monumento, cuyo zócalo, fuste y capitel son de piedra blanca de Sepúlveda, está dividido en tres grandes bloques:
- El primero lo forma el grupo que corona el conjunto y que consiste en la representación de los dos capitanes artilleros a quienes va dedicada toda la obra escultórica.
- El segundo sería el pedestal, de forma rectangular, en cuyos frentes se desarrollan las escenas broncíneas, mientras en los laterales aparecen los nombres de los héroes con los respectivos escudos de sus ciudades natales.
- El tercero lo forma la estatua de la Musa Clío, una escultura clasicista que precede el espacio del monumento.

### Descripción del Grupo que corona el conjunto
El grupo escultórico que corona el monumento a Daoiz y Velarde, es la obra más importante del conjunto. Este admirable trabajo de bronce es una expresión de abnegación y heroísmo que representa a los dos ínclitos capitanes artilleros soportados por los brazos fuertes de la matrona España.

#### Simbolismo y Diseño
El diseño del grupo escultórico está cargado de simbolismo. En su concepción final, se denota un importante cambio compositivo desde el boceto original, y a pesar de las restricciones inherentes a la frontalidad de la composición, el artista, Marinas, logra resaltar el valor y sacrificio de los héroes y la fortaleza de España.

##### Los Capitanes Artilleros

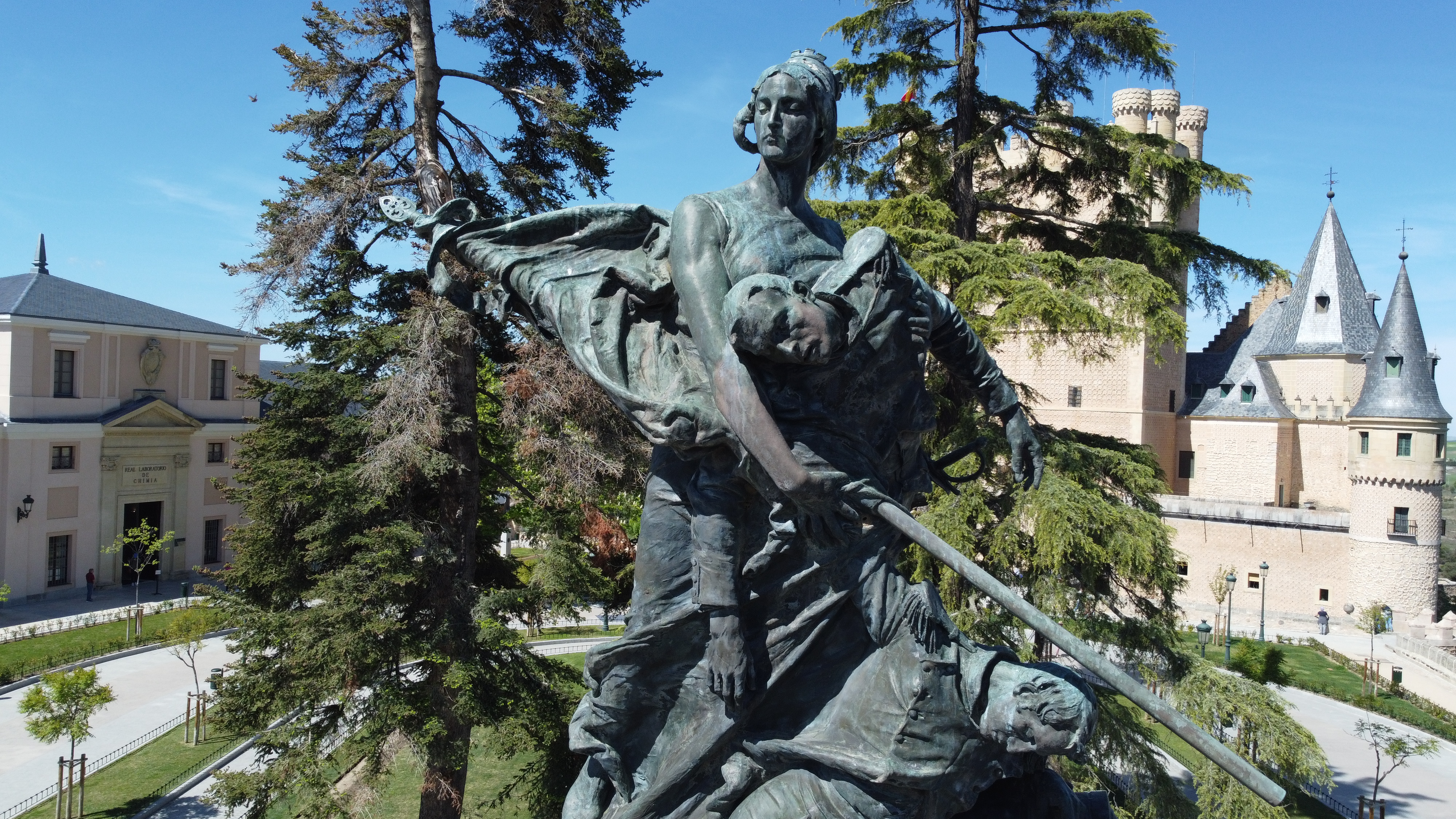
La figura femenina de España mantiene su dignidad frente a la adversidad, pero su impotencia se refleja en su mirada triste y desviada.

La bandera nacional se ciñe al uniforme de Velarde, ofreciéndole protección, mientras que Daoiz, moribundo, resbala sobre un cañón. El cañón, símbolo del Cuerpo de Artillería, no sólo ofrece un contrapunto visual, sino que también es una poderosa metáfora de la esperanza de España durante la Guerra de la Independencia.

##### La Figura de España
La figura femenina de España mantiene su dignidad frente a la adversidad, pero su impotencia se refleja en su mirada triste y desviada. La bandera, arriada por el dolor y el respeto, está sujeta bajo su brazo, resaltando el lamento de la nación. Sin embargo, la escena también evoca una lucha aún inacabada. Aunque el águila del imperio de Napoleón intenta arrancar la enseña de España, la matrona no cede. Firme sobre el cañón disparado por Daoiz, su resistencia simboliza el inicio de la caída de Napoleón.

#### Desafíos y Soluciones Compositivas

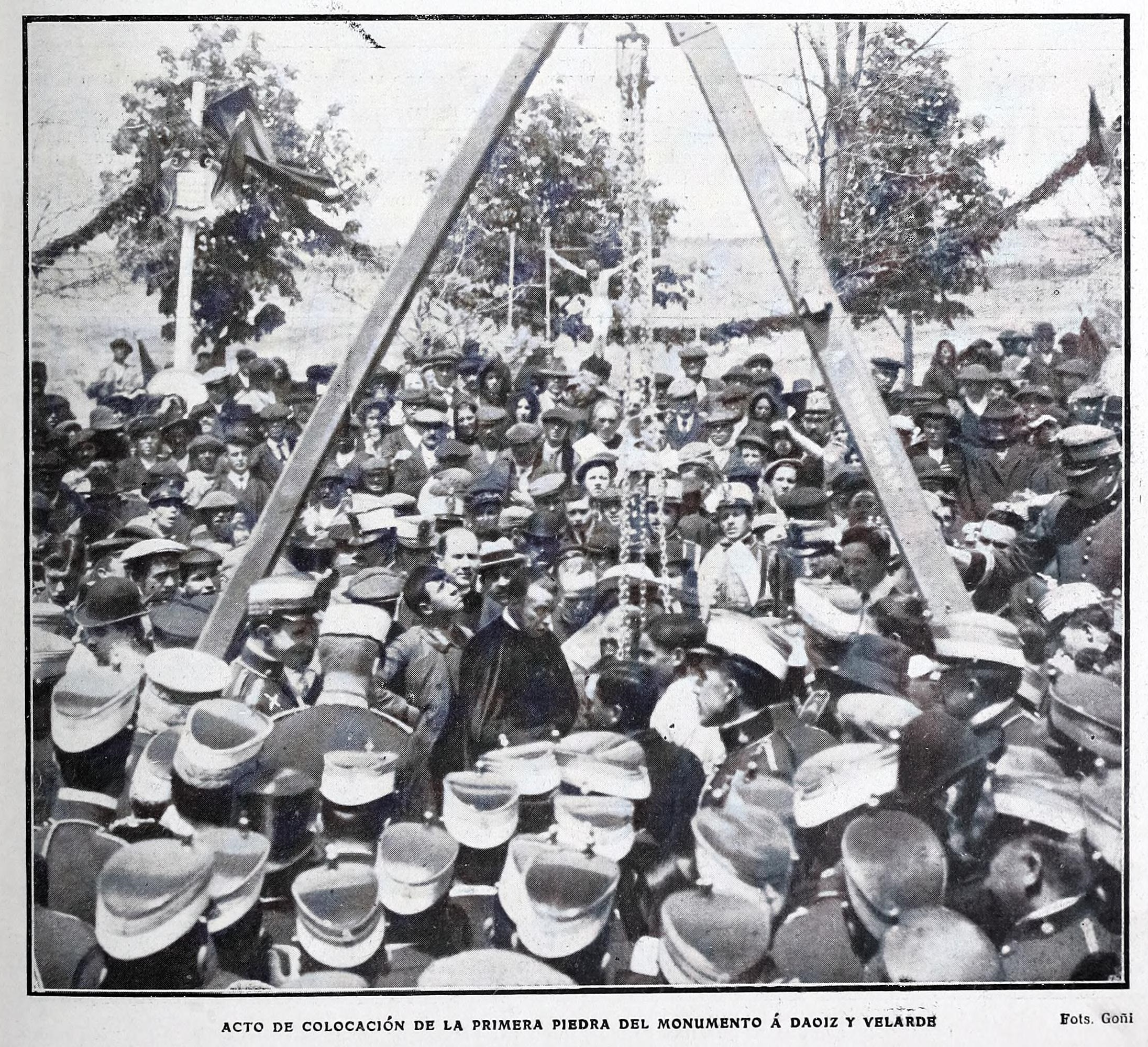
Acto de colocación de la primera piedra del monumento

La frontalidad de las figuras principales y la visión limitada desde la parte trasera hacen que la composición sea menos eficaz desde ciertos ángulos. Para compensar este efecto, Marinas, recurre a la rueda del cañón. Aunque este elemento es congruente con la iconografía del monumento, su repetición puede dar la impresión de falta de contenido en la parte trasera.

#### Interpretación General del Grupo Escultórico
El conjunto, con las dos sencillas y bien estudiadas figuras de los muertos gloriosos, condensa el pensamiento total del monumento de un modo verdaderamente grandioso. En actitud noble y enérgica, la figura de la Patria recoge a un tiempo los cuerpos moribundos de los dos artilleros y la bandera a cuya sombra combatieron, mientras que un águila, asida fuertemente con una de sus garras a este emblema de la Patria, pugna por arrebatárselo. El emblema del Cuerpo Artillería aparece al pie entre laureles. La figura de la Patria es de un vigor y de una belleza extraordinarios.

#### Inscripciones y Escudos

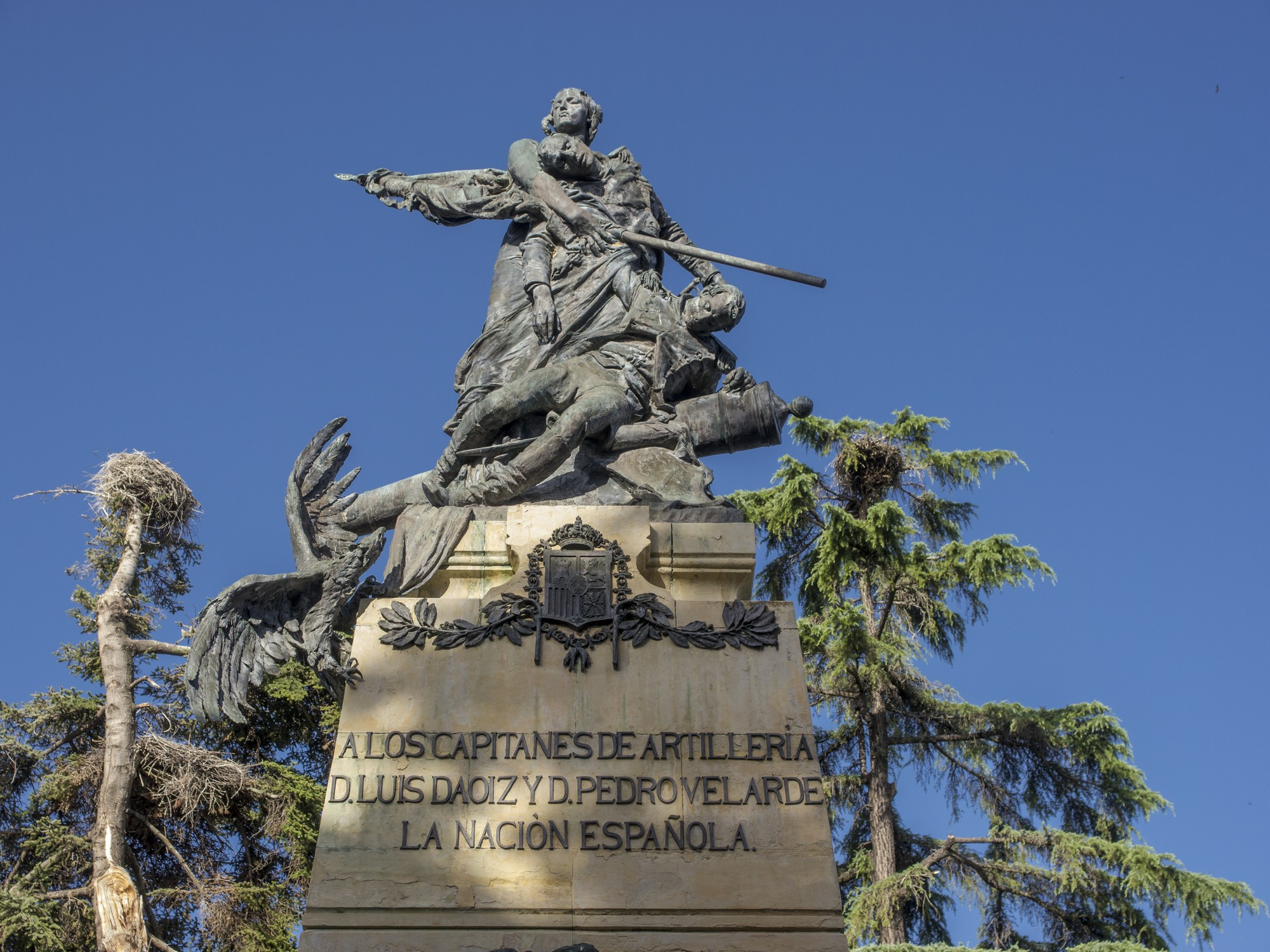
Representación de los capitanes Daoiz y Velarde

En el frontispicio del pedestal se lee la inscripción siguiente: 
"A LOS CAPITANES DE ARTILLERÍA / DON LUIS DAOIZ Y DON PEDRO VELARDE, / LA NACIÓN ESPAÑOLA." 
Sobre esta inscripción está colocado el escudo de España, de cuyos lados arrancan dos grandes ramas de laurel, que se extienden a lo ancho del pedestal formando una greca.

En la parte posterior, el escudo de Segovia, exornado del mismo modo, armoniza con el del frente, leyéndose debajo de él esta inscripción: 
"EN ETERNA MEMORIA Y ADMIRACIÓN PERPETUA, / LAS CORTES Y LA REGENCIA DEL REINO, / EL 7 DE JULIO DE 1812, / DECRETARON LA ERECCIÓN DE ESTE MONUMENTO,/ Y EL REY D. ALFONSO XIII / SANCIONÓ SU CONSTRUCCIÓN POR LEY DE 3 DE JULIO / DE 1908."

### Pedestal
El pedestal, imponente y robusto, eleva las tres figuras de bronce muy por encima de la línea de vista del espectador, creando una silueta nítida y destacada contra el cielo. A pesar de la distancia a la que deben ser observadas, la meticulosa ejecución del escultor Marinas permite apreciar cada detalle, desde los tensos botones de los uniformes hasta las venas prominentes en la mano de Velarde.

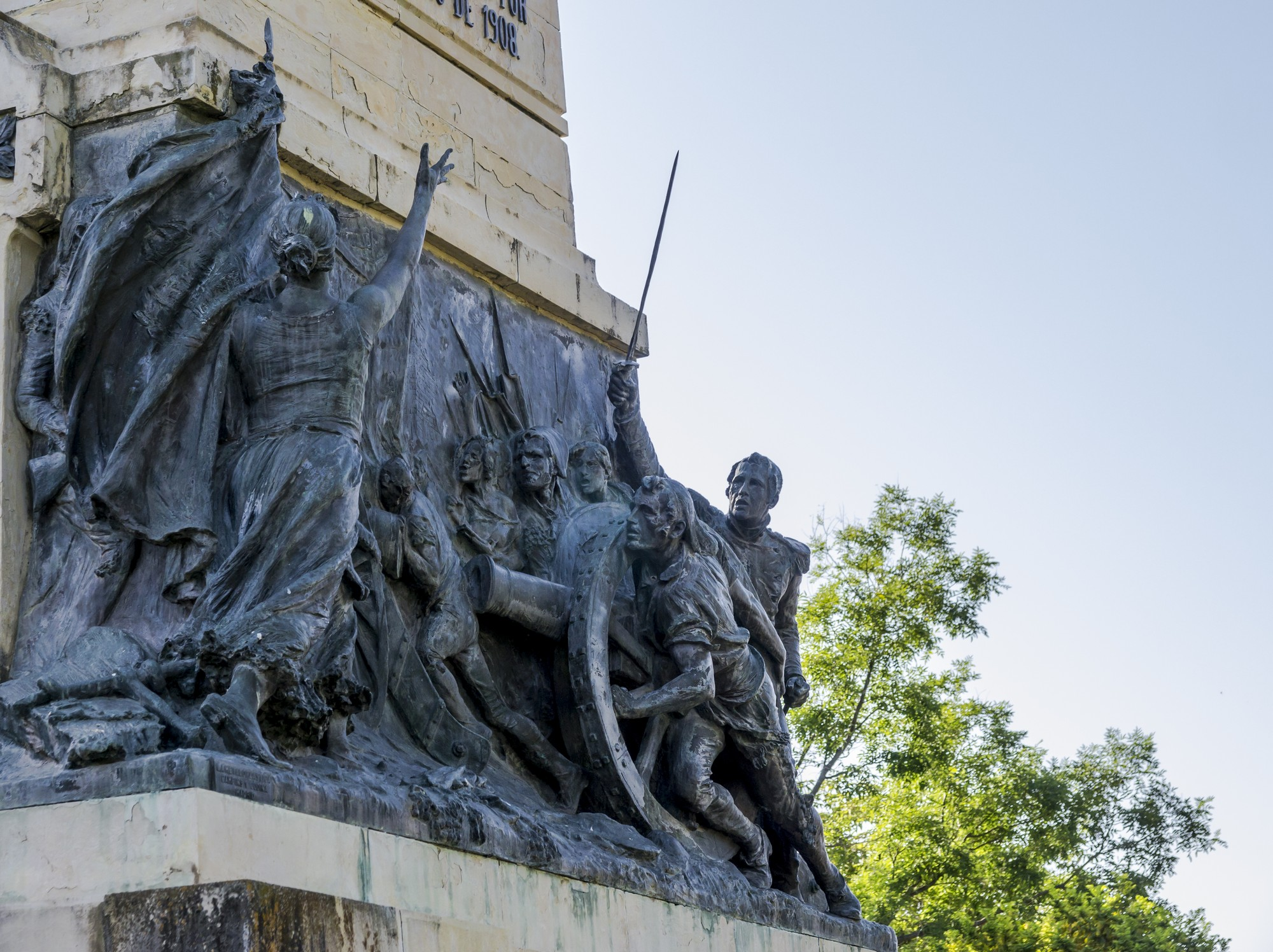
Relieve en bronce donde se muestra la decisión de Daoiz de desobedecer las órdenes y tomar partido por el pueblo contra el ejército invasor

La precisión con la que cada detalle ha sido esculpido refleja la perfección en el oficio de Marinas y la tendencia artística de su época hacia la fidelidad histórica. Tal como el mismo artista lo explica en su artículo, su objetivo era crear un "conjunto bello y armónico", sin prescindir de aquellos elementos que pudieran impresionar y conmover profundamente al espectador.
El pedestal juega un papel fundamental en esta impresión de monumentalidad. Está hecho de caliza y se asienta sobre gradas de granito. Incluye relieves, escudos, inscripciones y una magnífica verja rodeada de focos de luz en las esquinas. Los relieves en bronce destacan poderosamente sobre el fondo de caliza, y representan escenas dramáticas que buscan impactar la vista del espectador y apelar a sus emociones.
Las escenas representadas en los relieves son dos momentos culminantes de la gesta. En uno, se muestra la decisión de Daoiz de desobedecer las órdenes y tomar partido por el pueblo contra el ejército invasor. En el otro, se representa la derrota y muerte de los héroes, ilustrando la desesperada defensa del Parque.

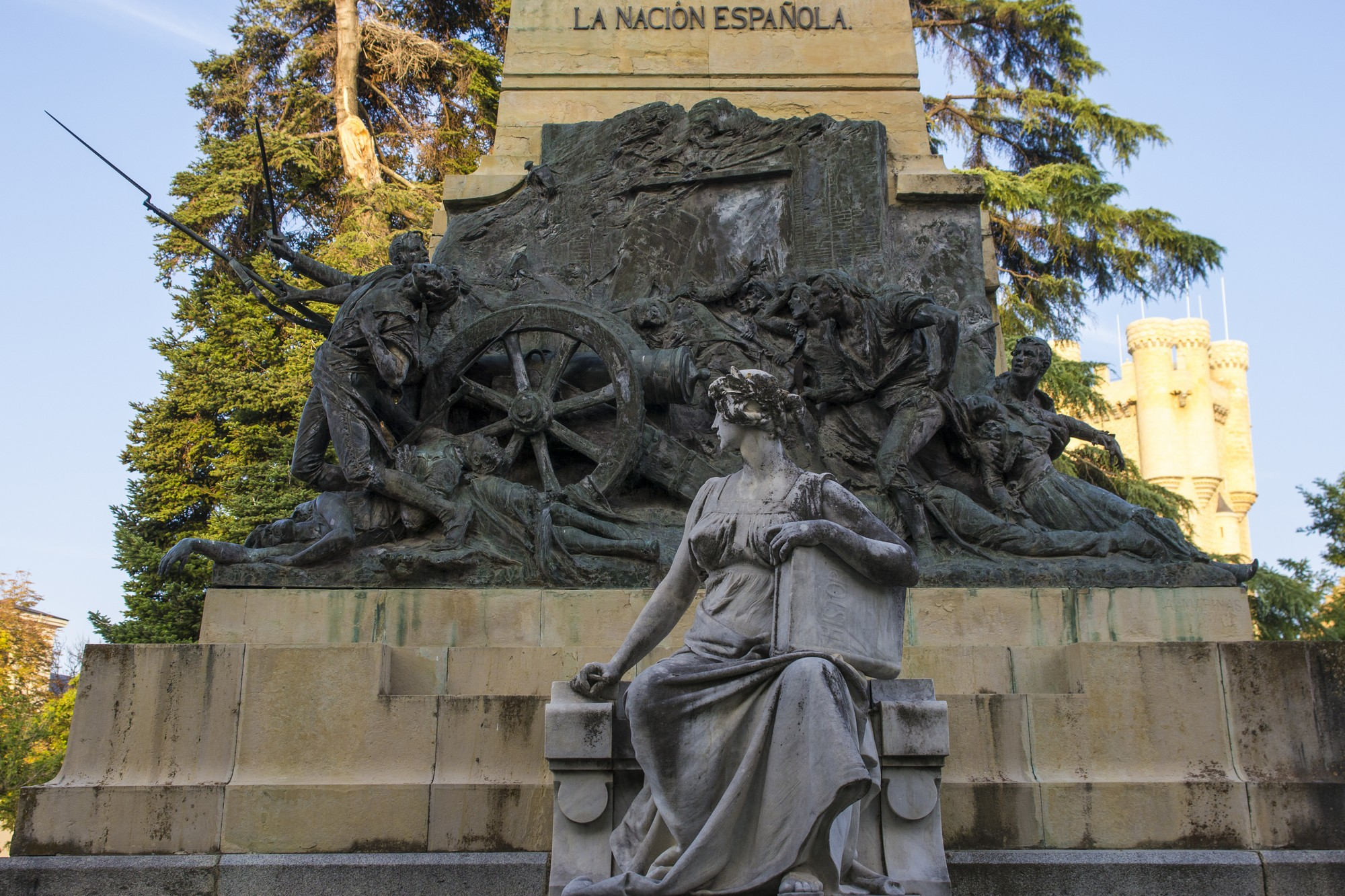
Relieve en bronce donde se representa la derrota y muerte de los héroes, ilustrando la desesperada defensa del Parque de Monteleón.

Además de los relieves, el pedestal presenta dos escudos laureados de Sevilla y Santander, ciudades natales de Daoiz y Velarde respectivamente. Junto a ellos, hay inscripciones dedicadas a cada uno de estos héroes, redactadas por la Real Academia de la Historia.
En su conjunto, el pedestal del Monumento a Daoiz y Velarde no es simplemente un soporte para las figuras que coronan, sino un elemento integral y esencial de la obra. A través de su diseño y detalles, realza la monumentalidad de la escultura, al mismo tiempo que aporta narrativa e impresiona a los espectadores, cumpliendo así con la visión de su creador, Marinas.

#### Otros personajes representados en el pedestal

##### Clara del Rey
Clara del Rey tenía 47 años y había ido al Parque de Artillería a ayudar en la defensa junto a su marido y sus tres hijos. Uno de ellos también resultó muerto al igual que el marido. Clara fue alcanzada por la metralla cuando colaboraba trayendo munición.

##### Manuela Malasaña
Manuela Malasaña, sorprendida en el taller por el jaleo de las calles y el terrorífico martilleo de los disparos, puso rumbo a su casa junto al sitiado Parque de Artillería de Monteleón, donde Daoiz y Velarde resistían las andanadas francesas. Por el camino, fue asaltada por una patrulla francesa que la registró y trató de abusar de ella, ante lo que Manuela se defendió con sus largas y afiladas tijeras de costura. Librándose de sus atacantes, la joven madrileña corrió hacia el Parque de Monteleón.

##### Manuel Almira y Martín
Manuel Almira y Martín participó activamente en la preparación de la defensa del Parque. Cuando Daoiz fue herido mortalmente y el Parque fue invadido por las tropas francesas, Almira logró convertir una escalera de mano en una camilla para llevar a Daoiz a su domicilio. Almira se encargó de conseguir un ataúd para Daoiz y su cuerpo fue llevado a la bóveda de la parroquia-convento de San Martín, donde recibió sepultura gracias a los esfuerzos de Almira. Durante este proceso, Almira notó entre los cadáveres depositados en la bóveda uno envuelto en un pedazo de lienzo de tela de tienda de campaña. Al descubrirlo, reconoció que era el cuerpo del Capitán Velarde, completamente desnudo y herido en el pecho. Almira se aseguró de que también se le diera sepultura a Velarde. Gracias a las declaraciones de Almira en Cádiz en 1813, fue posible exhumar los restos de ambos capitanes.

### La estatua de la Musa Clío

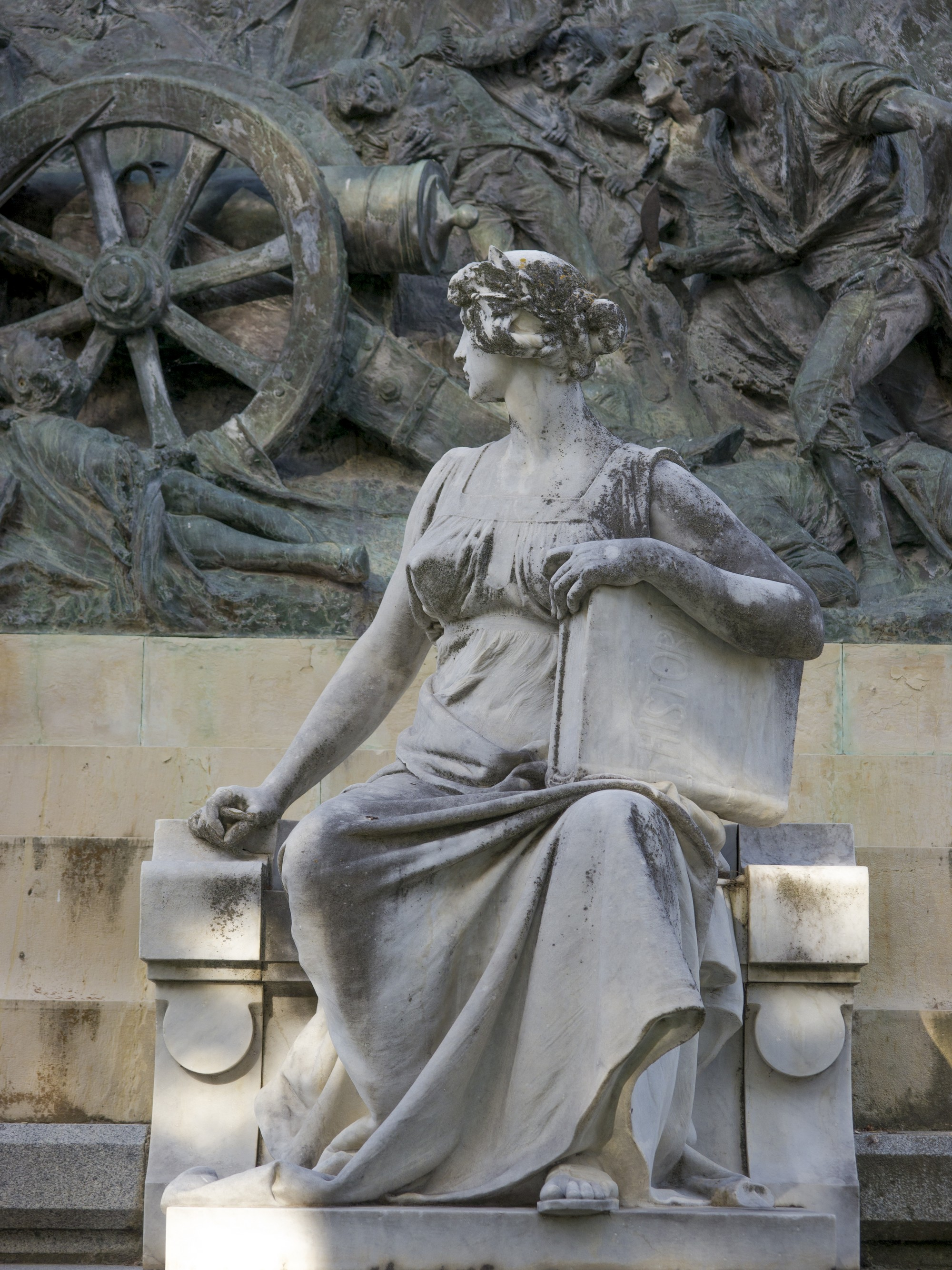
Clío, la musa de la historia y de la poesía heroica en la mitología griega, tallada en mármol de Carrara, aparece en la obra de Marinas como una testigo imperturbable de la tragedia representada en el monumento.

Clío, la musa de la historia y de la poesía heroica en la mitología griega, tallada en mármol de Carrara, aparece en la obra de Marinas como una testigo imperturbable de la tragedia representada en el monumento. Sentada con indiferencia, su mirada, coronada de laureles, se dirige hacia los sucesos sin mostrar emoción, reflejo de su veteranía al presenciar horrores.
Preparada para escribir los eventos con el estilete que sostiene en su mano derecha, Clío se apoya indolentemente en el libro de Tucídides, un constante acompañante que simboliza su conexión con la narración histórica. El tratamiento del material y la luz diferenciada la elevan de lo terrenal; hecha de mármol, resalta entre la caliza cálida, el granito gris y el bronce oscuro, prestándole la dignidad de lo intemporal.
Marinas ha reforzado esta idea al tratar su representación de Clío como una escultura clasicista, con una superficie limpia y un volumen rotundo. Aunque se encuentra en el espacio del monumento, no comparte su misma atmósfera ni la nuestra.
La presencia de Clío en este monumento no es anecdótica, es un recordatorio de que se ha saldado la deuda con los héroes de uno de los episodios más memorables de la historia reciente de España. Marinas entendió desde el primer momento que su obra debía tener un sentido didáctico y emocional, y consiguió equilibrar estos dos aspectos.
Para la historia, los eventos representados son un episodio más, pero para aquellos que sienten el pellizco de una patria que ha perdido su identidad a través de un proceso de deterioro, culminado con el desastre del 98, es más que un simple acto heroico. Es un sentimiento profundo y un orgullo recóndito que les permite mantener la esperanza, recordando el valor y el coraje que España demostró al levantarse huérfana de gobernantes, dispuesta a morir antes que perder su independencia.

### La verja y los elementos decorativos

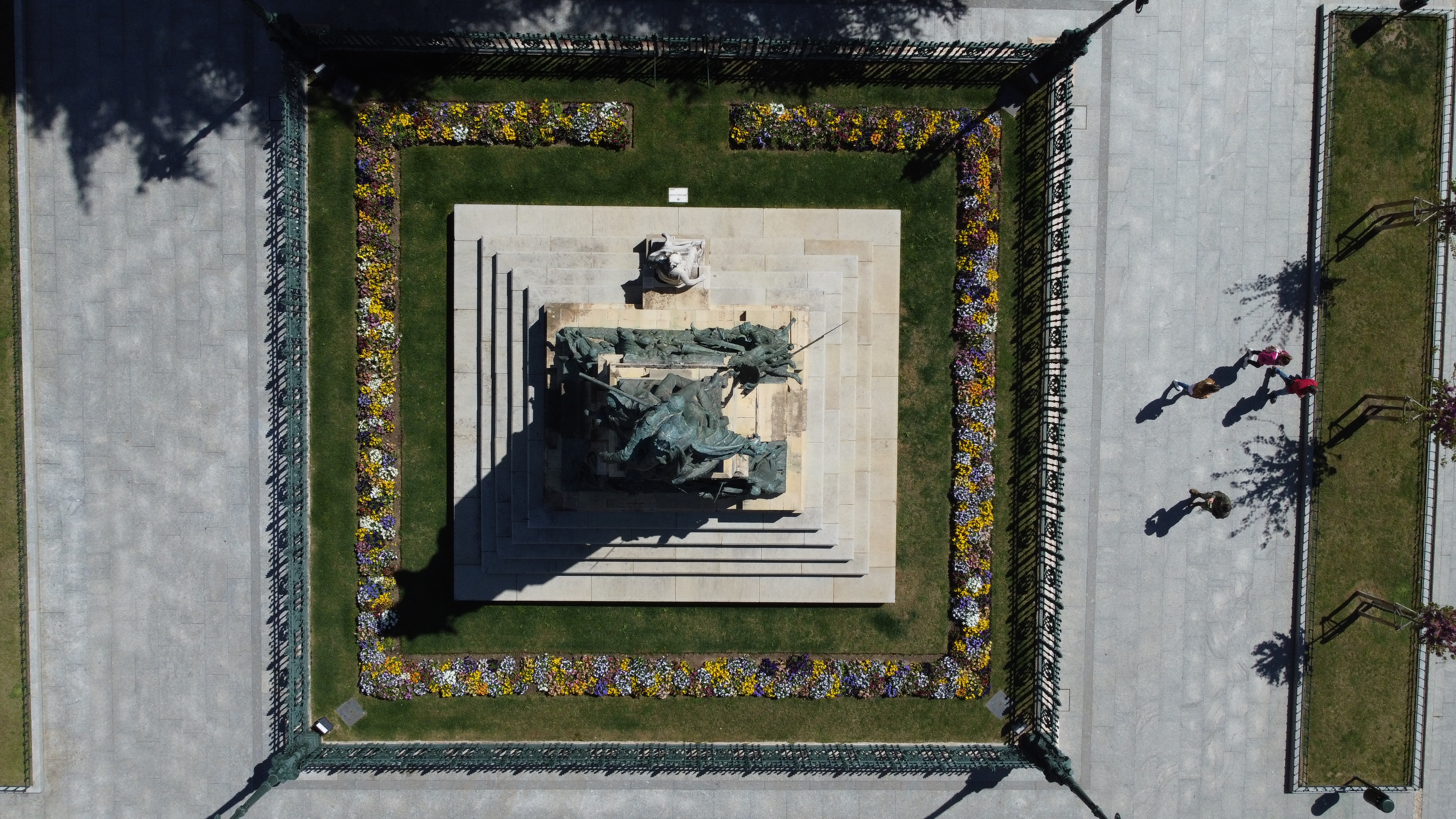
Vista aérea del monumento a los capitanes de artillería Daoiz y Velarde en el Alcázar de Segovia, rodeado por una verja fundida en la fábrica de armas de Trubia, que abarca 242 metros cuadrados.

Un aspecto destacado del monumento es la impresionante verja que rodea al grupo escultórico. Esta verja, fundida en la fábrica de armas de Trubia, cumple con el objetivo de completar e iluminar el conjunto sin restar en absoluto su nobleza ni su importancia. Su diseño, de planta rectangular al igual que el basamento del monumento, fue cuidadosamente llevado a cabo por Marinas, e incluye farolas de diseño detallado ubicadas en las esquinas de la estructura.
Marinas, que era profesor de Arte Decorativo en la Escuela de Artes y Oficios de Madrid, demostró su profundo conocimiento de los programas iconográficos de su tiempo al diseñar los variados y complejos motivos que adornan la verja. 
Esta gran verja, que abarca 242 metros cuadrados, presenta laureles y robles, elementos ornamentales recurrentes en su trabajo y muy apropiados al tema de la obra. Estos motivos se repiten también en los escudos que adorna la verja.

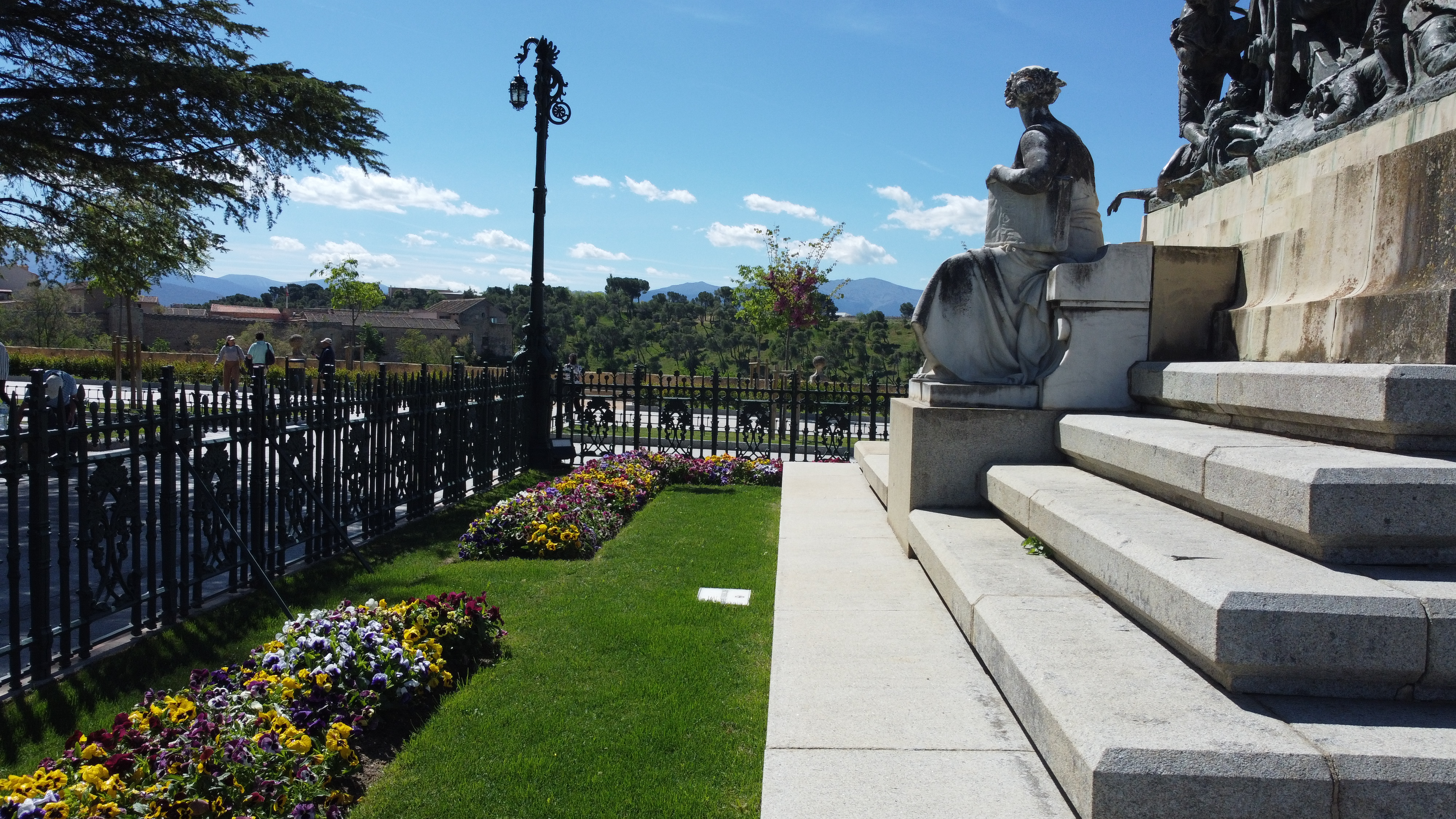
La verja y los elementos decorativos del Monumento a Daoiz y Velarde.

Las farolas en las esquinas, formadas en su parte baja por cañones, se enroscan con guirnaldas de laureles. Encima de los cañones se colocan los escudos de España y Segovia, sostenidos por figuras femeninas de vestimenta inusual que exponen sus pechos. Marinas coloca a estas figuras emergiendo de una gran voluta, y les otorga como tocado dos rodetes más pequeños.
Un elemento especialmente destacado es la decorativa dragona situada en la cima de las farolas. Esta criatura mítica, que se convierte en róleo vegetal, abre sus fauces y sostiene el farol que proporciona luz al conjunto. De este modo, pareciera como si se invocaran las llamas que el animal legendario emite por la boca, un toque final poético y evocador para este importante monumento.

## Elogio de los capitanes Daoiz y Velarde en el Alcázar de Segovia

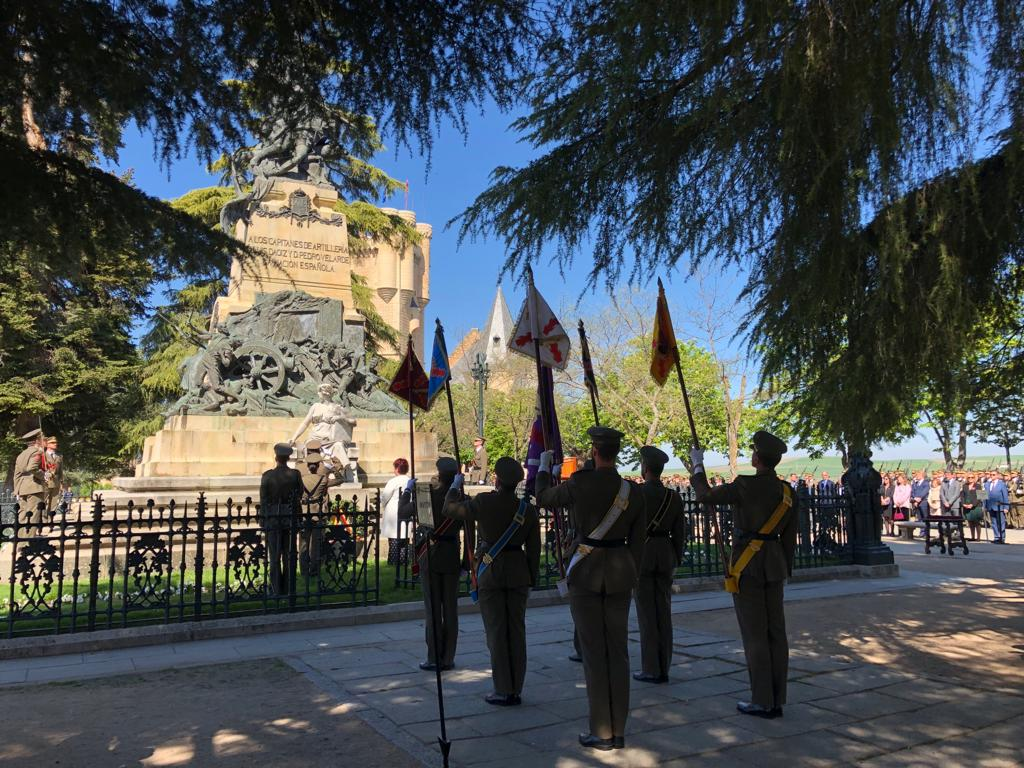
Elogio de los capitanes Daoiz y Velarde en el Alcázar de Segovia el 2 de mayo de 2019

Con el fin de perpetuar la memoria los Capitanes de Artillería D. Luis Daoiz y Torres y D. Pedro Velarde y Santillán, muertos gloriosamente el Dos de Mayo de 1.808, el acuerdo de la Regencia del 7 de julio de 1812 dispuso lo siguiente:

1. Que figuraran como presentes en los extractos de revista del Colegio de Artillería, y al pasarse ésta, en el acto de nombrarlos el Comisario, respondiera el Jefe más caracterizado diciendo: “como presentes y muertos gloriosamente por la libertad de la Patria el 2 de mayo de 1.808 en Madrid”.
2. Que ambos nombres se escribiesen con letras mayúsculas a la cabeza de los Capitanes, en la escala del Cuerpo expresando a continuación el anterior lema.
3. Que se erigiera un sencillo, aunque majestuoso monumento militar frene a la puerta del Colegio del Cuerpo de Artillería en cuyo pedestal se leerán sus nombres.
4. Que todos los años se hiciera un elogio de aquellos Capitanes ante los Caballeros Cadetes, a fin de estimularles a imitar su ejemplo, mostrándoles el camino que deben seguir para hacerse dignos de la honrosa profesión de defensores de la Patria.

Así, cada año, los componentes de la Academia de Artillería realizan tan rendido homenaje en la Plazuela Reina Victoria Eugenia del Alcázar de Segovia junto con los descendientes de los héroes y las Autoridades militares y civiles de Segovia y frente a monumento erigido en su honor, realizado por el escultor segoviano Aniceto Marinas e inaugurado en 1910 por S.M. D. Alfonso XIII.